# Григорьев, Александр Николаевич (легкоатлет)
Алекса́ндр Никола́евич Гри́горьев (род. 7 октября 1955, Ленинград) — советский легкоатлет, специалист по прыжкам в высоту. Выступал за сборную СССР по лёгкой атлетике в середине 1970-х — начале 1980-х годов, обладатель серебряной медали чемпионата Европы, бронзовый призёр Универсиады, многократный победитель и призёр первенств всесоюзного значения, бывший рекордсмен Европы, участник летних Олимпийских игр в Москве. Мастер спорта СССР международного класса.

## Биография
Александр Григорьев родился 7 октября 1955 года в Ленинграде. Занимался лёгкой атлетикой в Минске, куда переехал в 1973 году следом за своим тренером Павлом Гойхманом.
Впервые заявил о себе на международном уровне в сезоне 1975 года, когда вошёл в состав советской сборной и выступил на чемпионате Европы в помещении в Катовице, где в зачёте прыжков в высоту стал четвёртым. Также в этом сезоне одержал победу на чемпионате страны в рамках VI летней Спартакиады народов СССР в Москве, был лучшим в матчевой встрече со сборной США в Киеве и на Кубке Европы в Ницце.
Рассматривался в качестве кандидата на участие в Олимпийских играх 1976 года в Монреале, но получил травму.
В январе 1977 года на Кубке Риги установил всесоюзный рекорд в прыжках в высоту — 2,30 метра, превзойдя державшееся много лет достижение Валерия Брумеля. В феврале на зимнем чемпионате СССР в Минске превзошёл всех соперников и установил рекорд в помещении — 2,28 метра. В июле победил в матчевой встрече со сборной США в Сочи и на летнем чемпионате СССР в Москве. В августе занял третье место на Кубке Европы в Хельсинки и на Универсиаде в Софии.
В 1978 году победил на зимнем чемпионате СССР в Москве, стал четвёртым на чемпионате Европы в помещении в Милане. На чемпионате Европы в Праге удостоился серебряной награды, уступив только своему соотечественнику Владимиру Ященко. На летнем чемпионате СССР в Тбилиси вновь завоевал золото.
В 1979 году одержал победу на чемпионате страны в рамках VII летней Спартакиады народов СССР в Москве, был третьим на Кубке Европы в Турине и на Кубке мира в Монреале, показал 14-й результат на Универсиаде в Мехико.
В 1980 году взял бронзу на зимнем чемпионате СССР в Москве. Благодаря череде удачных выступлений удостоился права защищать честь страны на летних Олимпийских играх в Москве — в финале прыжков в высоту показал результат 2,21 метра, расположившись в итоговом протоколе соревнований на восьмой строке.
На чемпионате СССР 1981 года в Москве вновь превзошёл всех соперников и завоевал золотую медаль.
В 1982 году получил бронзовую награду на чемпионате СССР в Киеве.
Завершил спортивную карьеру по окончании сезона 1989 года.
За выдающиеся спортивные достижения удостоен почётного звания «Мастер спорта СССР международного класса».
Впоследствии некоторое время тренировал легкоатлетов в Спортивном клубе армии в ГДР, в течение года работал охранником в колонии строго режима в Минске. Четыре года преподавал в Академии МВД, вышел на пенсию в звании подполковника милиции. Занимал должность заместителя начальника охраны в «БелРосБанке».